# Самаси
Сама̀си (на италиански и на сардински: Samassi) е градче и община в Южна Италия, провинция Южна Сардиния, автономен регион и остров Сардиния. Разположено е на 56 m надморска височина. Населението на общината е 5338 души (към 2010 г.).